# ゾンビ (バイオハザードシリーズ)
ゾンビは、カプコンのアクションアドベンチャーゲーム『バイオハザードシリーズ』や、それを原作とした各種作品群に登場するクリーチャー。本記事では、ゾンビの亜種についても解説する。

## 概要
T-ウィルスに感染した人間のなれの果て。正式名称は活性死者という。
主な感染ルートは、ウイルスによる汚染水や保菌生物（作中では主にネズミ）との接触である。
一般的なフィクションとは違い、ゾンビに噛まれたりすることによる感染が主なわけではないが、ゾンビなどのクリーチャーから感染させられるケースもあり、登場人物が作中でゾンビ化してしまうのはこちらの場合がほとんど。
ヒトがゾンビへと変化する詳細な過程は「T-ウィルス」の項目に任せるが、T-ウィルスに感染してからある程度の時間が経過すると前頭葉が破壊されて理性を失い、「食欲」のみに基く行動を取り始める。また、新陳代謝が異常に増幅し、「発症初期には皮膚に激しいかゆみを覚える」「ヒトでは死に至るほどの肉体的なダメージに耐え得る生命力を得る」「胃酸濃度が極度に上昇して大量のエネルギー摂取（食物の素早い消化吸収）が可能となり、常に強い空腹感を抱える」などの症状を露呈するようになる。
一部資料においては「蘇った死者」と表現されることも多いが、『バイオハザードシリーズ』のゾンビはあくまでも生きた感染者であり、死者ではない。T-ウィルスの公式設定でも、生物を蘇らせる効果はないとされている。
作品によっては墓地の地面からゾンビが出現する場合があるが、前述の設定を踏まえると、死体がウィルスに感染したのではなく、潜伏段階で仮死状態となった感染者を死亡したと誤認して埋葬してしまったものと考えられる。

## 特徴・生態
多少の損傷程度では活動を続け（腹部を破壊されたり下半身を切断されたりしても、個体によっては活動し続ける）、呼吸不能な環境下でもまったく問題としない程の耐久性及び生命力を持つ。
但し、頭部（特に脳）や脊髄組織などの中枢神経系を破壊された場合や、タンパク質の摂取が身体の代謝に追い付かない場合には生命活動を停止する。この際には、他のゾンビの餌食（いわゆる共食い）となることもある。
ただし、十分な栄養を摂取し続けることができた場合にはウィルスによる変異がさらに進行し、リッカーやサスペンデッドといったクリーチャーへの変貌を遂げることになる。
|
外見は生前の状態（年齢、性別、職業など）によって髪型や服装等がさまざまであるが、基本的には腐乱死体そのもの。
ただし、損傷が少ない場合には生前の面影が残されているため、正常な人間がゾンビ化した友人や家族への攻撃をためらうケースもあり、これがラクーンシティにゾンビが溢れ返った要因の1つとされている。
|
集団で行動することが多いが、特に仲間意識などがあるわけではない。感染前の記憶はほとんど残っていないうえ、T-ウィルスの副作用である著しい知能低下により、自分と何らかの関係のある場所を徘徊する程度となっている。
また、武器を用いることも無くなっており、『バイオハザード CODE:Veronica』では後ろ腰に銃を装備していた訓練生のゾンビがクレア・レッドフィールドに素手で接近し、動く中で銃を落としても見向きもしない場面があった。作品によってゾンビを倒すと弾薬が手に入るのは、このためである。
|
本来、ゾンビはT-ウィルス研究の単なる副産物に過ぎず、大した存在ではなかったが、その爆発的な増殖率と特異な生態から、ニコライ・ジノビエフのような監視員による観察対象ともなっており、「死者が蘇る」という恐怖感を利用した敵の士気の低下や、捕虜にウィルスを投与してから解放するなどの撹乱作戦に用途を絞れば、戦場においても高い有用性があることが推測されている。
なお、ゾンビは生物兵器ではないが、『バイオハザード アンブレラ・クロニクルズ』ではバイオハザード私設部隊からB.O.W.（Bio Organic Weapon）として扱われている。
|
ゾンビ単体の能力は、元となった人間が持っていた身体能力に大きく影響される。とりわけ特殊部隊員などのゾンビは、一般人のゾンビと比較すると耐久力や攻撃力などに優れ、移動速度も速いことが多い。これは感染前に身体が鍛えられていたためであり、これはスポーツ選手などの個体にも当てはまる。また、墓場から出現するゾンビは当初より朽ち果てているため、速度や耐久力は低い。
|
先述の通り、中枢神経系が破壊された場合には生命活動を停止するため、頭部（より厳密には脳）を銃で撃ち抜く、鋭利な武器で突き刺す、切断するなどが有効な攻撃手段とされており、『バイオハザード2』ではブライアン・アイアンズが主人公と会話する際にそのことを指摘している。
|
なお、『バイオハザード』に登場するファイルによると、T-ウィルス漏洩事故（実際はジェームス・マーカスによるバイオテロ）によって瞬時に大量のT-ウィルスを摂取させられた人間は、ゾンビに噛まれた場合に比べて肉体に掛かる負担がはるかに大きく、ゾンビ化せずに即死する模様である。
|
実写版のみの特徴・生態
『バイオハザードIII』では、サミュエル・アイザックスが「栄養が無くても、ゾンビは30年生き続ける」と発言しているなど、ゲーム版との差異が見られる。『バイオハザードIV アフターライフ』では、正常な人間へ噛みつくことで結果的にT-ウィルスの感染を広げる行為について、アンブレラ社からそれ自体がバイオハザードと見なされていることが、劇中冒頭でゾンビを狙撃して殺害した地上警備部隊員による「バイオハザード、確認」の発言からうかがえる。また、共食いについては劇中で描かれていないが、発生し得ることが『IV』でのクリス・レッドフィールドの台詞から示唆されている。さらに、『バイオハザードV リトリビューション』ではロシアの極寒の海中に潜ったまま泳ぐシーンがあるが、どこまで息が続くかなどの具体的な描写はない。
攻撃方法についてはシリーズ全作にわたり、頭部を破壊する以外にも、首の骨を折る、刃物で首を掻くなども有効と描写されている。

## 種類
ゾンビにはさまざまな種類がある。分類については、特徴や外見により異なるが、主に『biohazard archives』（株式会社カプコン、ISBN 4906582311）や各作品攻略本を参考とする。ただし、特記すべき特徴が無い場合は除外する。
這いずりゾンビ
筋肉組織の劣化、もしくは外部からの物理的な損傷により、立つことができなくなったゾンビ。
名前通りに這いずり回って移動し、主人公の足に噛み付いて攻撃を行う。基本的にはこの攻撃ではダメージを受けることはあっても死ぬことは無い。
ただし、RE:2では瀕死の状態で攻撃を受けるとプレイヤーが転倒、手榴弾やナイフを持っていても首筋を食い千切られてしまいゲームオーバーとなる、恐ろしいゾンビと化している。
腹這いゾンビ
体内での栄養補給が追い付かず、瀕死状態（餓死状態）にあるゾンビ。
但し、立てずにうつ伏せのままという点では這いずりゾンビと変わらない。
近づくと足元を噛み付く危険性があるものの、這いずりゾンビと違い基本的にその場から動くことはできないので、危険性は低下している。
ちなみに、この腹這いゾンビは、最終的に他のゾンビの餌となる場合が多いとされている。
うつ伏せゾンビ
普段はうつ伏せで活動停止に見せかけ、主人公が接近すると這いずりゾンビに変貌して襲い掛かるゾンビ。
前述の通り、ゾンビの外見は死体そのもののため、生死を見極める判断が難しく、非常に危険とされる。ただし、うつ伏せ状態の場合には主人公のいる方向へ顔を向ける習性を持っているため、主人公の操作やカメラ視点によっては容易に判別できる。
走りゾンビ
初登場作品：『3』
普通のゾンビに比べて移動速度が小走り並みに速くなっているゾンビ。
理由は通常のゾンビよりも下半身（特に脚部）の劣化が少ない個体である模様。
但し、攻撃力などは通常のゾンビと同等である。
爆弾ゾンビ
初登場作品：『CV』
手榴弾やダイナマイトなどの爆発物を全身に身に着けているゾンビの総称。
『CV』に登場する個体はウェスカーの部下がゾンビ化したもの。爆発に巻き込まれる危険性があるため、遠距離から攻撃する必要があるが、その爆発で周辺の敵をまとめて殺傷することが可能。
なお、『1』リメイク版では（モードにもよるが）、身に着けている爆発物の量が多過ぎるため、不用意に攻撃すると主人公が巻き込まれ、ゲームオーバーとなってしまう個体が登場する。
クリムゾン・ヘッド
初登場作品：『1』リメイク版
T-ウィルスにより特異な活動や変異などを示す変種体ゾンビ。
クリムゾンヘッドへの変異は自然発生はせず、なんらかの外的要因により、感染者が生命活動を停止しなければならない。一度その状態に置かれると、「V-ACT」と呼ばれる細胞の活性化により、体組織は再生・再構築され、体色も赤みを帯びた褐色に変化して移動速度が格段に向上し、爪が鋭く伸びる。
鋭い爪を用いた強力な引っ掻き攻撃を繰り出し、増した凶暴性で自らの行動を妨げる生物に対しては、たとえ他のゾンビであっても攻撃するようになっている。
変種体のT-ウィルス感染者への対処法としては、変異前の死体焼却が挙げられる。これにより、体組織の再構築を防ぐことができる。また、ショットガンなどの強力な武器を用いて頭部を破壊する事でも同様に防げる。ゲーム中のファイルによると「肉体的にはすでに死んでいる」所謂本当にゾンビの状態であるらしい。
『RESISTANCE』では後述の「V-ACTゾンビ」という名のゾンビが登場するが、姿と能力は異なる。
クリムゾン・ヘッド・プロト1
記録上、クリムゾン・ヘッドへの突然変異を遂げた初の個体。
この個体の発見により、V-ACT活動が発見された。発見時、周囲の人間を一瞬で惨殺するほどの凶暴性を有していたため、アンブレラの研究者は研究サンプルとして有用だと判断し、捕獲した個体を冷凍保存することで安全性を確保して生体の研究を開始し、プロト1より得た変種体T-ウィルスを培養生産した。
非常に危険な個体であるため、洋館ホール裏墓地の地下室に厳重な仕掛けを施し、棺桶に収めて保管されていた。その後、バイオハザードの発生したアークレイ研究所で、プレイヤーの手により封印を解かれることになる。バイオハザードの発生後もアンブレラはプロト1に興味を示していたようだが、同研究所の研究員が全員死亡して施設も壊滅したため、研究は挫折してしまった。
全裸ゾンビ
初登場作品：『1』
アークレイ研究所の中を徘徊するゾンビ。
T-ウィルスの研究過程で実験体とされた人間のなれの果て。
外観は後述のゾンビ改とほぼ同じだが、独特の呻き声と足音が特徴。
ゾンビ改
初登場作品：『2』
登場するゾンビの多くとは違い、生物災害での感染によるものではなく、T-ウィルスの実験段階で生み出された筋肉組織剥き出しのゾンビ。
主にラクーン地下研究所内を徘徊しており、通常のゾンビを大幅に上回る攻撃力を誇る。
このゾンビは変異すると「リッカー改」となる模様。
墓場ゾンビ
初登場作品：『1』
T-ウィルスに感染後、埋葬された人間のなれの果て。
身体は埋葬によって栄養補給ができていなかったことから、普通のゾンビ以上に朽ちており、耐久力・俊敏性・攻撃力などの身体能力は非常に低くなっている。
T-ウィルスは基本的に生物を蘇生させることはできず、墓場ゾンビはあくまでT-ウィルス感染により死亡（正確には仮死状態）と判断された後に埋葬されたことが原因であり、決して死体が生き返ったわけではない。
また、『3』ではグレイブディガーの餌という設定でもあり、それをまぬがれた個体が墓場に数体登場する。
警官ゾンビ
初登場作品：『2』
ラクーンシティ警察署 (R.P.D.) に勤めていた制服警官のなれの果て。
人食い病を原因とする暴動の鎮圧に非番の警官も総動員で対処していたため、登場する個体数は多い。
理由は不明だが、帽子を被っている個体とそうでない個体が存在する。
S.T.A.R.S.ゾンビ
初登場作品：『1』
S.T.A.R.S.隊員のなれの果て。
生前が精鋭揃いゆえ、ゾンビ化後も普通のゾンビに比べて耐久力・攻撃力・俊敏性などが圧倒的に優れている。
なお、作中でゾンビ化したS.T.A.R.S.隊員は、ブラッド・ヴィッカーズ、エドワード・デューイ、フォレスト・スパイヤー、アルバート・ウェスカー（SS版『BIO1』のバトルゲームでのみ）の4名である。
グリーンゾンビ
初登場作品：『OB2』
t-ウィルスに感染した人間と植物が融合した結果生まれたゾンビ。
アークレイ山地の廃病院の医師の成れの果てであり、白衣を着用している。
通常のゾンビと比べて耐久力が高く、攻撃を受けると頭部にある花から毒性の強い花粉を撒き散らすため、非常に危険である。ただし、引っ掻きや噛み付きなどの通常のゾンビにも見られる攻撃では、毒を受ける心配はない。
ドクターゾンビ
初登場作品：『CV』
解剖医がウイルス感染したなれの果て。
刑務所の医務室に1体だけ登場する。
普通のゾンビより移動速度が早く、転倒させることができない上、脚を破壊することができない。
ファーザーゾンビ
初登場作品：『CV』
スティーブの父と似た姿のゾンビ。
ミニゲームである「BATTLE GAME」に登場。
囚人服または作業服で現れる。部位破壊はできない。
ウェスカー部下ゾンビ
初登場作品：『CV』
ロックフォート島を襲撃したウェスカー率いる特殊部隊の隊員のなれの果て。
通常のゾンビと比べて能力が高く、暗視スコープを装備しているものや、前述の爆弾を背負ったもの（爆弾ゾンビ）がいる。
寄生ゾンビ
初登場作品：『CV』
蛾によって産みつけられた卵から孵化した寄生虫が腹部にひそんでいるゾンビ。
作業員ゾンビの中に紛れており、ランダムで寄生虫が飛び出して攻撃してくる。体力が残りわずかな状態で転倒中に寄生虫が飛び出すと、直後に死亡する。
船長ゾンビ
初登場作品：『GS4』
「スペンサーレイン号」の船長のなれの果て。 : 通常のゾンビと比べて攻撃力と体力が極めて高い。
P-Zガスゾンビ
初登場作品：『RE:2』
アンブレラが開発した神経ガス「P-Zガス」を取り込んだことで変異したゾンビ。
体色は紫色になり、口から紫色のガスを出している。中にはA装備を装着した個体もいる。
攻撃力などは通常のゾンビと変わらないが、噛まれると毒状態になるほか、倒した際に周囲に毒ガスをばら撒き、これに触れることで毒状態になる。
A装備ゾンビ
初登場作品：『RE:2』
対人用防弾プロテクタ(A装備)を装備したゾンビ。
個体によってA装備を着用している部位が違い、中には全身にA装備を着用している個体もいる。
頭、胴体、腕、足などの様々な部位に着用しており、背中以外のA装備装着部位への攻撃を無効化する。攻撃力などは通常のゾンビと変わらない。
また、『RESISTANCE』ではアーマーを一部に装着したアーマーゾンビ（軽装備）と全身にアーマーを装着したアーマーゾンビ（重装備）として登場する。
ペイルヘッド
初登場作品：『RE:2』
突然変異で高い再生能力を身に付けた実験体で、体色は白く、目がない。
通常のゾンビに比べて動きが早いが、体力が低くなると動きが遅くなる。ダメージを受けても時間経過で体力を回復させてしまうため、威力の低い武器では倒すことが難しい。倒すためには高威力の武器による攻撃か断続的にダメージを与えることが有効となる。
ある研究員がブライアン・アイアンズへ安定して生み出す方法をさぐるため、研究所へと送る実験体の量を倍にして欲しいと手紙を送っている事がわかる。
Ne-α寄生体
初登場作品：『RE:3』
ネメシスが自身の一部をゾンビに寄生させた個体。
その影響で頭部は肉塊状に変貌しており、ネメシスと同様に触手でも攻撃してくる。食らい付いた獲物に寄生すると、元々寄生されていたゾンビは死亡する。
なお「NIGHTMARE」以上の難易度では、寄生体を植え付けられたペイルヘッドが登場する。
警備員ゾンビ
初登場作品：『RESISTANCE』
ラクーン市警の警備員のなれの果て。
ラクーン市警の帽子を被っている。警備員故に通常のゾンビと比べて体力が高く、頭部以外の全ての部位にアーマーを装着している。
肥大ゾンビ
初登場作品：『3』
肥満体のゾンビで体力が高い。
カジノゾンビ
初登場作品：『RESISTANCE』
カジノディーラーのなれの果て。
ゾンビだが走ることができ、強烈な「切り裂き」で攻撃をしてくる。
破裂ゾンビ
初登場作品：『RESISTANCE』
醜悪な見た目をしたゾンビ。
破裂ゾンビ自身が攻撃するか死亡すると自爆する。大柄な見た目に反して動きは素早い。
ピエロゾンビ
初登場作品：『RESISTANCE』
ピエロのなれの果て。
「咆哮」で金切り声を上げて動きを止めてくる。
また、攻撃時と咆哮時以外は半透明状態になる『ピエロゾンビ（カモフラージュ）』という個体も登場する。
モノマネゾンビ
初登場作品：『RESISTANCE』
理由は謎だがスレイブ化したゾンビと同じ動きをするゾンビ。引っ掻き攻撃を主に使用する。
V-ACTゾンビ
初登場作品：『RESISTANCE』
バイオエネルギー吸収、凶暴化、感染、再生する能力を持つゾンビ。
容姿は通常のゾンビと変わらない。
特殊ゾンビ
初登場作品：『CORPS』
クリムゾン・ヘッドやリッカーとも異なり、発生原因が不明で「特殊変異体」とも呼ばれるゾンビ。
全身からドロリとした体液が流れ、変異は骨格にまで及び肉食獣のような鋭い牙と爪を持った姿をしている。
攻撃力・耐久力・敏捷性のいずれも既存の変異体を上回り、その危険性をより確固たるものにしているのは、災害封鎖区域内作戦においての必需装備である不可視装置「ゾンビジャマー」を機能不全に陥らせるという特殊能力である。それにより、アンブレラコア（傭兵）にとってはこの上ない天敵となっている。
上記のほか、実写版『II』ではラクーンシティに女性ストリッパーのゾンビや子供のゾンビも登場している。

## それ以外のゾンビ
ゾンビはT-ウィルスに由来するものだけでなく、例外も存在する。以下に例を挙げる。

### バイオハザード5
追加エピソードの「LOST IN NIGHTMARES」では、クリス・レッドフィールドとジル・バレンタインが踏み込んだオズウェル・E・スペンサーの隠れ家の地下に、複数のゾンビが登場する。これらは劇中で登場するスペンサーの執事パトリックが残した「パトリックの手記」から、スペンサーと彼の指示を受けたパトリックがウィルスを投与して地下へ閉じ込めた人間たちのなれの果てであることが示唆されており、本編の時点ではすでに多くのゾンビが生命活動を停止していたが、一部は痩せ細った状態で生き残っており、踏み込んできたクリスとジルに襲いかかる。
これらのゾンビがどのようなウィルスを投与されたのかは劇中で説明されておらず、不明な点が多いが、生き残っていたゾンビの性質はかつてのT-ウィルスに由来するゾンビと酷似しており、知性の類は見られない。

### バイオハザード6
本作で登場するゾンビはC-ウィルスが生み出した産物であり、T-ウィルスの生み出したゾンビとは大いに異なる。C-ウィルスによって生み出されたB.O.W.のレポティッツアが噴出したり、ウィルスを弾頭内に封入したミサイルの爆発で散布された青いガス状のC-ウィルスを吸い込んで空気感染した人間が変化したものであり、体内へと直接投与されてジュアヴォと化した人間とは別の存在である。また、t-ウィルス由来のゾンビとは違い、噛みつきや引っ掻きなどによる接触感染が起こる描写は見られない。これは前日談である『マルハワデザイア』においても見られ、主人公であるリッキー・トザワはC-ウィルス由来のゾンビに噛まれたにもかかわらず、ゾンビ化することはなかった。『6』本編中においても、C-ウィルスを用いたバイオテロには高濃度のウィルスを内包したガスを広範囲に散布可能なB.O.W.やミサイルを使用していることから、C-ウィルス系ゾンビによる二次感染力はt-ウィルス系ゾンビに比べて劣るか、全く存在しないと考えられる。
このゾンビは敏捷性と知能を有し、獲物へ向かって走ったり、金網をよじ登るというゾンビよりも高度な移動能力や障害物への対処能力を持つ。また、鉄パイプなどの簡単な武器を使うことも可能であるが、ゾンビ化した警官など銃を所持している場合はやみくもな発砲にとどまり、精密射撃の類は無いことが多い。
ただしT-ウィルスに由来するゾンビと同じく、オリジナルほどではないものの生前の職業などに由来する身体能力や、生前に身に着けていた装備品による個別的な能力の差異も見られ、中でもバイオハザード発生の報を受けて出動したBSAA隊員のゾンビは、防弾装備を身に着けていることもあって耐久性が高い。

### バイオハザード:ヴェンデッタ
本作においては、武器商人グレン・アリアスが生み出したA-ウィルスによって変異したクリーチャーとして登場。A-ウィルスの作用により感染者の筋力は増大し、C-ウィルス系ゾンビのように走る、飛び掛かるなどの運動性を獲得する。また、t-ウィルス系ゾンビをはるかに上回る感染力を持ち、噛まれてからわずか数分で全身がウィルスに侵食され自我を失い、ゾンビ化する。また、生命活動を停止あるいは肉体の欠損が激しい対象にも有効であり、作中では下半身が欠損し脊椎が剥き出しになったゾンビが登場したほか、アリアスの結婚式の爆撃で死亡した親族、友人らがゾンビ化された状態で登場している(ただし、爆撃により遺体の損傷が激しかったため、全員が箱詰めにされていた)。
今作のゾンビの特徴としては、敵味方の区別ができるという点が挙げられる。これはウィルスの遺伝子に寄生生物プラーガの遺伝子が組み込まれており、ウィルスのワクチンが投与された対象を明確に認識し襲わないという特徴がある為である。これまでの作品でもB.O.W.の制御の難しさが難点として挙げられていたが、このワクチンを識別装置として利用することで、アリアスは制御できるゾンビという触れ込みの新商品として運用していた。
A-ウィルスの特性上、既に潜伏ウィルスに感染している対象が、ウィルスを活性化させるトリガーウィルスに感染することでゾンビ化するが、イレギュラーな事態として稀にトリガー無しでゾンビ化する事例が確認されており、作中は4ヶ月の間に五大湖周辺の都市を中心とした地域でゾンビ化事件が相次いでいたほか、冒頭ではDSOの任務で殉職したレオンの同僚の遺体が、死体安置所で突如ゾンビ化し、レオンに射殺された。
また、これまでのシリーズ中で唯一、完全に発症した状態でもワクチンを接種することでゾンビ化した感染者を元の人間に戻すことができる(身体の欠損が激しい、あるいは発症時に既に生命活動を停止していた対象は死体に戻る)。ワクチンは空気感染でも充分な効果を発揮する為、アリアスは必要以上の感染爆発を防ぐ際のフェイルセーフとして用意していた。